# Bahnhof Vukov spomenik

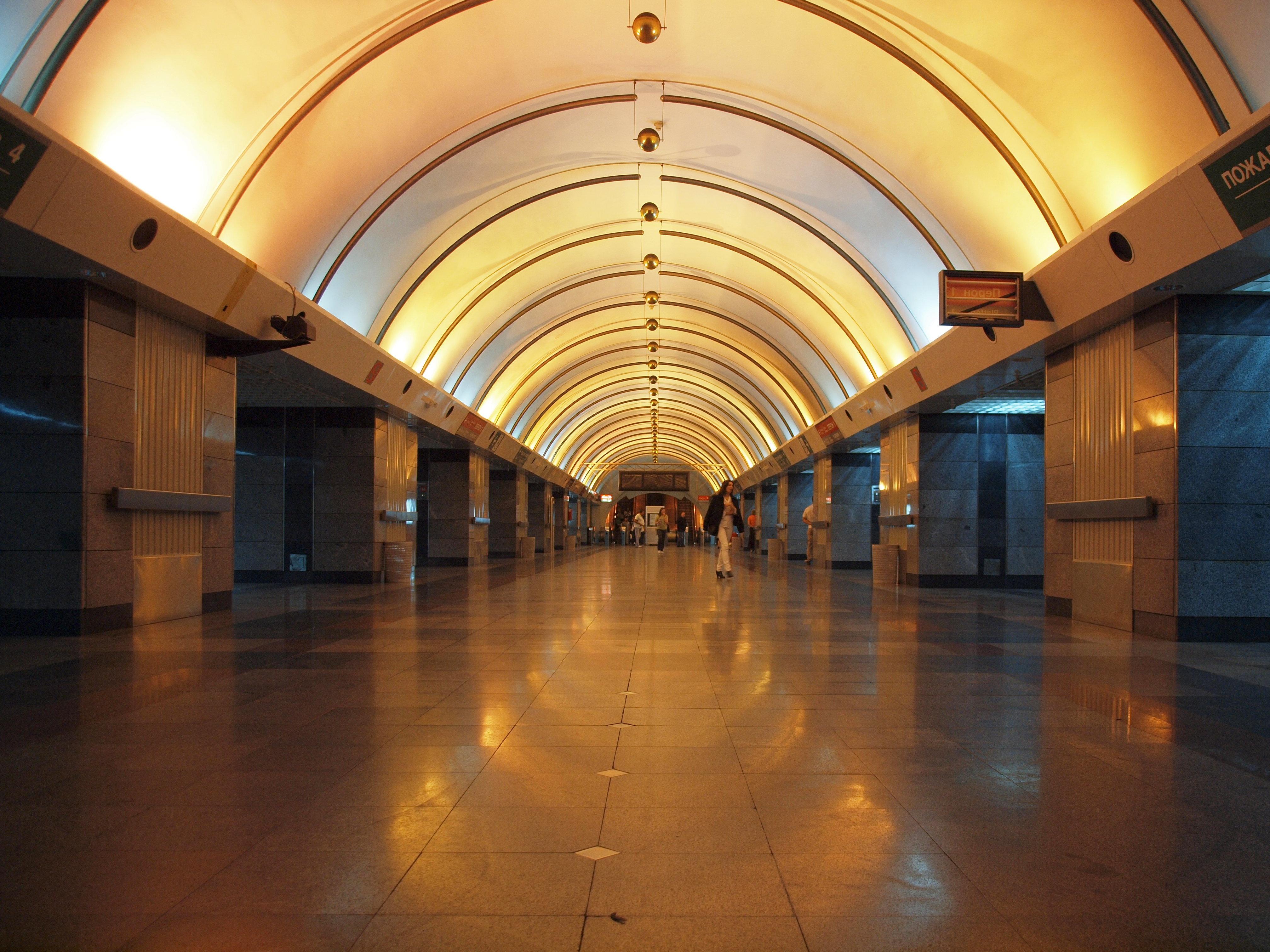
Halle der Station Vukov spomenik

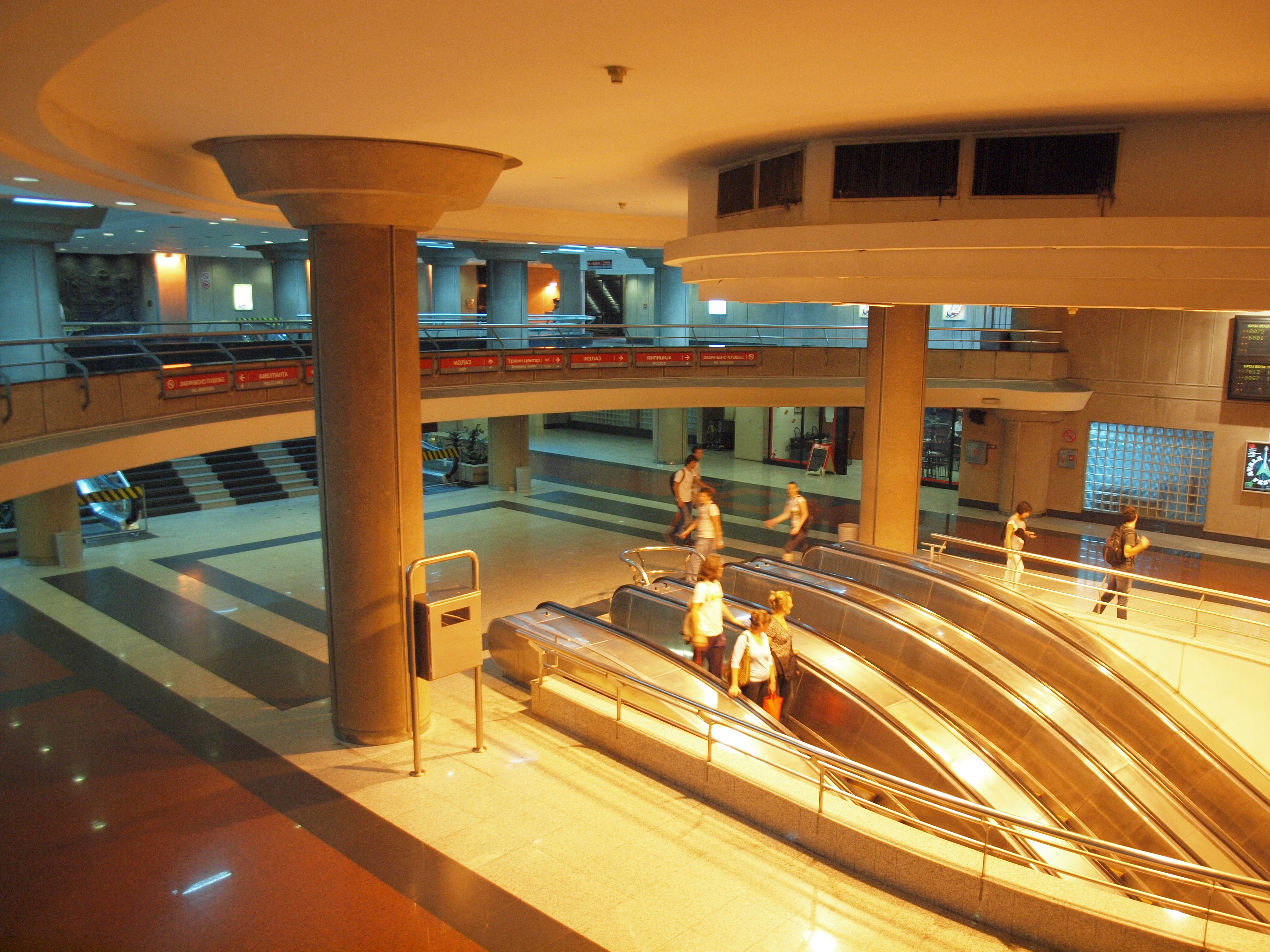
Eingang zu den Rolltreppen der Station Beovoz Vukov spomenik

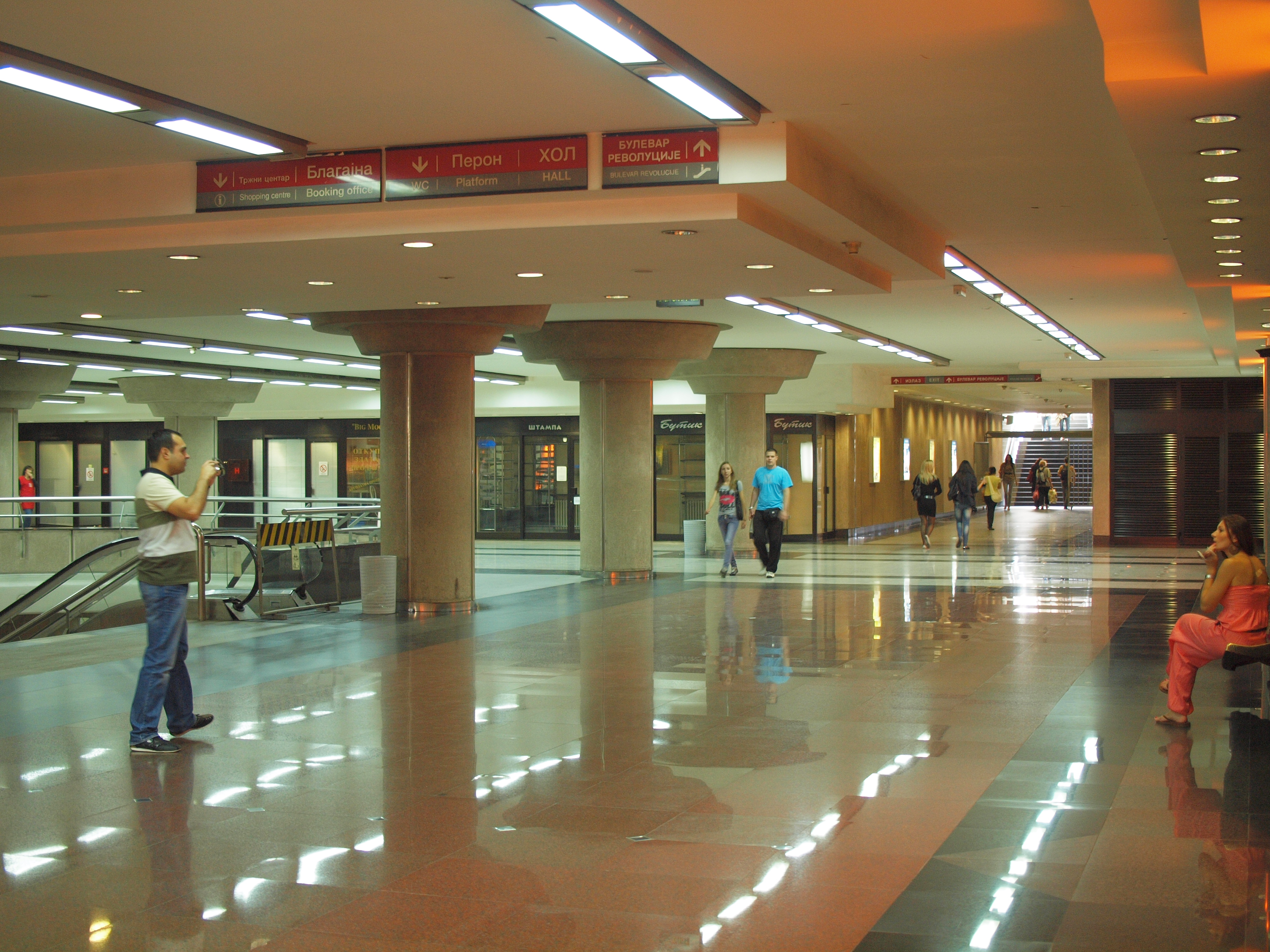
Galerie

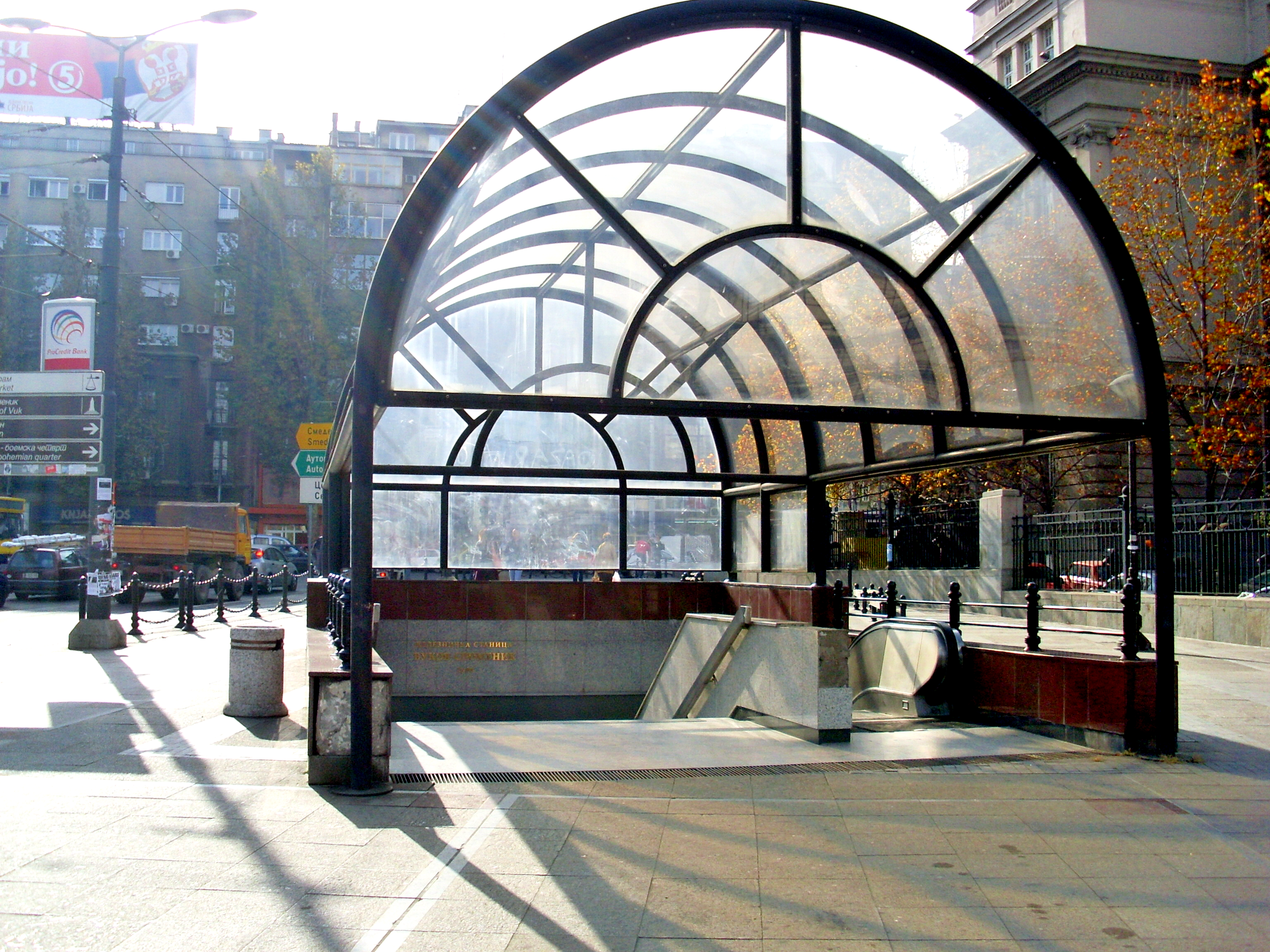
Oberirdischer Zugang

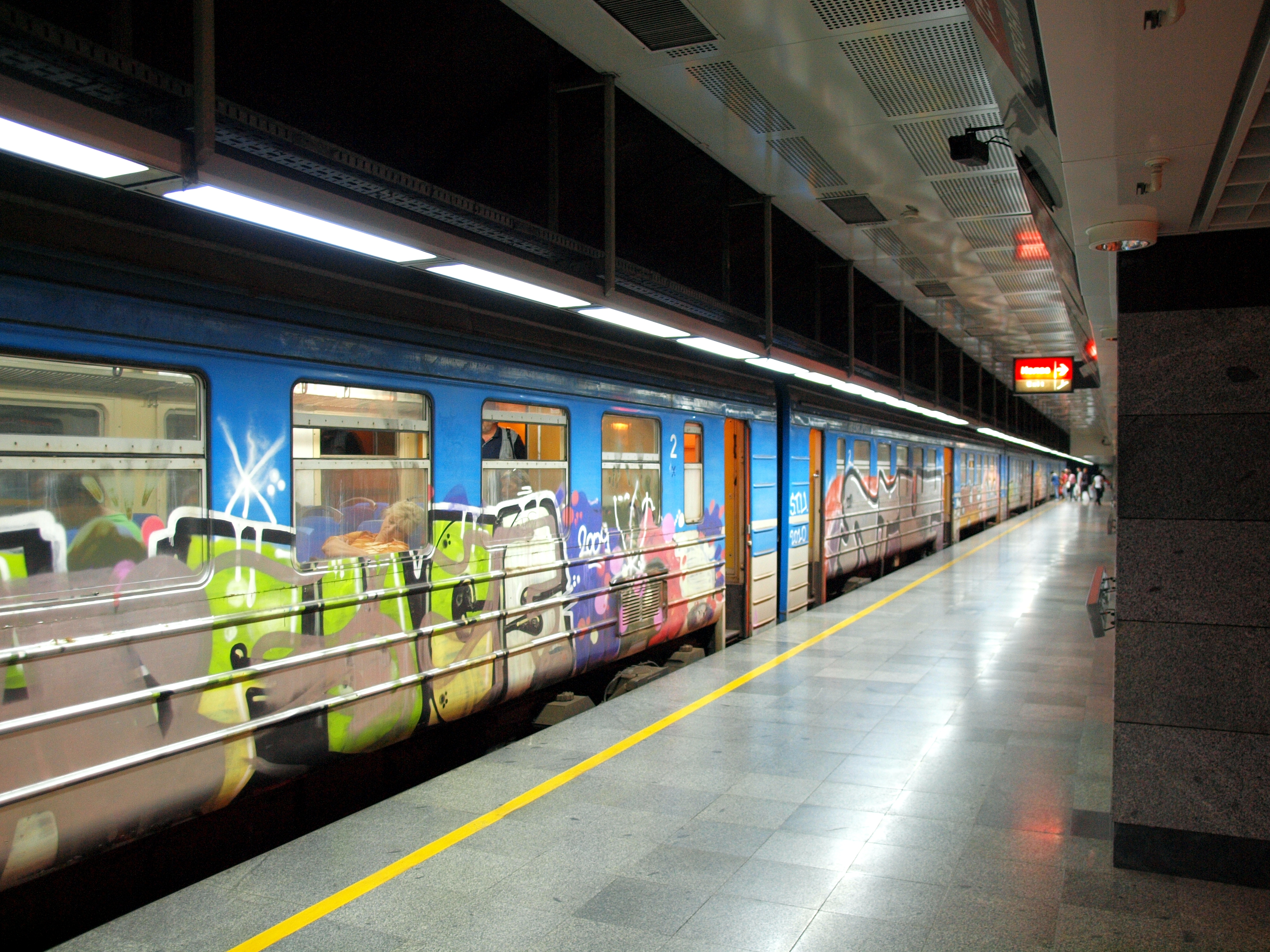
Bahngleis der Station

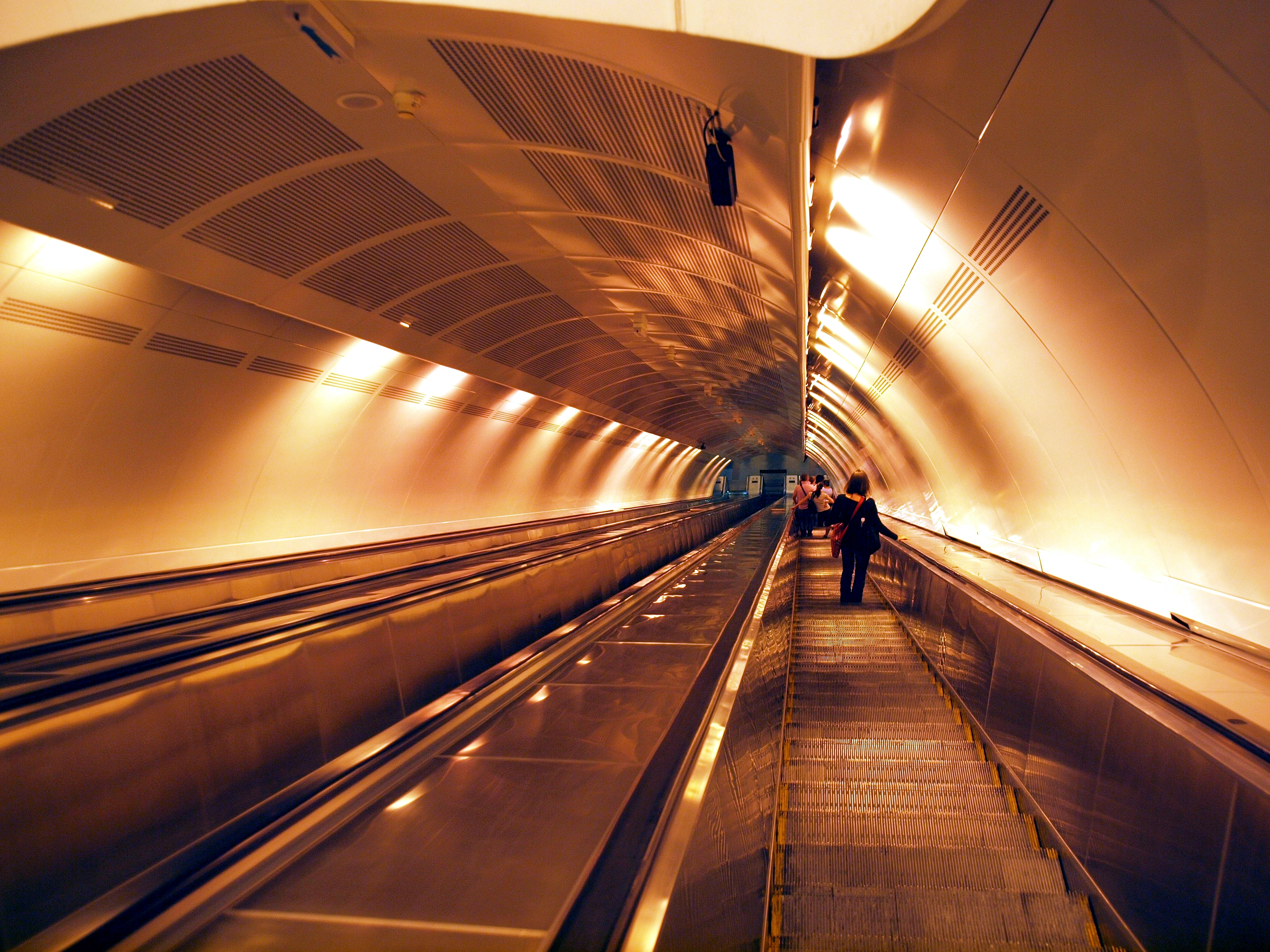
Rolltreppen

Der Bahnhof Vukov spomenik ist die 1995 eröffnete erste unterirdische Station im Eisenbahnknoten Belgrad, die seit 1996 als Hauptstation des Belgrader S-Bahn-Systems Beovoz fungiert. Sie ist mit einem Niveauunterschied von 40 m und den 65 m langen Rolltreppen eine der tiefsten in Europa.

## Baugeschichte
Die Station wurde vom Unternehmen Energoprojekt unter Leitung des Bauingenieurs Zoran Joksović projektiert. Die bauingenieurlichen Pläne waren 1985 beendet, für die Pläne des architektonischen Ensembles der Galerie und der Bahngleise zeichnete die Architektin Mirjana Lukić verantwortlich, beendet 1989. Die Station Vukov spomenik wurde am 7. Juli 1995 vom damaligen Präsidenten Serbiens Slobodan Milošević mit Pomp und Propaganda eröffnet.

## Maße
Technische Besonderheiten der Station sind die besondere Tiefe der Bahngleise, die 40 m unter der Erdoberfläche liegen, und eine Fahrt auf den insgesamt 65 m langen Rolltreppen, die insgesamt 1 min 30 sec dauert.
Die Station gehört damit zu den tiefsten der Welt.
Die Station besitzt fünf Niveaus, zu denen neben dem Bahngleis und der Eingangshalle auch ein Shoppingzentrum und eine Großgarage mit 90 Plätzen gehören.
Die Fläche der Bahnsteige beträgt 2500 m², die Stationslänge ist 65 m und das Vestibül nimmt eine Fläche von 2600 m² ein. Dazu kommen noch das Shoppingzentrum (heute sind hier insbesondere Internetcafés angesiedelt) mit einer Fläche von 5700 m² und die Garage (zusätzliche 5280 m²).

## Betrieb
Täglich bedienen den Bahnhof Vukov Spomenik 113 Züge (Juni 2011). Auf den nur von Nahverkehrszügen bedienten Bahnhof entfallen 99 Kompositionen auf Garnituren 99des BG-Voz, der Rest auf den Beovoz. Heute wird die Station täglich von etwa 12.000 Reisenden benutzt. 1995, bei ihrer Eröffnung,  waren es noch ca. 20.000 pro Tag.

## Touristenattraktion
Die Station war schon während der Eröffnung ein Touristenmagnet und wird auch zu repräsentativen Anlässen von ausländischen Delegationen besucht.